# Correggio, Italien
Correggio är en kommun i provinsen Reggio Emilia i regionen Emilia-Romagna, Italien. Kommunen hade 25 485 invånare (2018) och Correggio gränsar till kommunerna Bagnolo in Piano, Campagnola Emilia, Campogalliano, Carpi, Novellara, Reggio nell'Emilia, Rio Saliceto och San Martino in Rio.